# Stanislav Buchnev
Stanislav Sergeyevich Buchnev (armenio: Ստանիսլավ Բուչնև; ruso: Станислав Сергеевич Бучнев; Vladikavkaz, RSFS de Rusia; 17 de julio de 1990) es un futbolista profesional ruso-armenio. que juega como portero en el Pyunik y juega en la selección de fútbol de Armenia.

## Carrera en clubes
Buchnev debutó en la Liga Nacional de Fútbol de Rusia con el FC Angusht Nazran el 2 de agosto de 2013 en un partido contra el FC Salyut Belgorod.
El 29 de julio de 2020, Buchnev fichó por el club de la Liga Premier de Armenia FC Pyunik.

## Carrera internacional
Nacido en Rusia y de ascendencia armenia, Buchnev fue convocado en septiembre de 2021 para representar a la selección nacional de Armenia en los partidos de clasificación para la Copa Mundial de la FIFA 2022. Debutó con la selección el 14 de noviembre de 2021 en una derrota por 1-4. contra Alemania.

## Honores
Pyunik
- Liga Premier Armenia: 2021-22, 2023-24